# Aboubacar Oumar Bangoura
Pour les articles homonymes, voir Bangoura.
Aboubacar Oumar Bangoura, né à Conakry est un homme politique guinéen.
Il est le Ministre de l'Enseignement supérieur et de la Recherche scientifique, nommé par décret présidentiel le 19 juin 2020.

## Biographie et études
Aboubacar Oumar Bangoura est né et grandit à Conakry, dans la commune de Matam, après son cycle primaire et secondaire respectivement ,fait au collège de Bonfi et au C.E.R Bonfi (Option Agro-Pastoral).
En 1982, Aboubacar Oumar Bangoura est orienté à la faculté agro-zootechnique de sonfonia option Agriculture, puis à l’institut polytechnique de conakry, département de génie chimique ou il obtient un diplôme d'ingénieur chimiste en 1991.
Il obtient une bourse d’étude pour la chine de 1996 en 2000, d'ou il sort avec un diplôme de Master en science de nutrition Humaine, à Wuxi University of light Industry, ensuite il passe son doctorat (Phd) en contrôle de qualité des aliments à Université de Yangtze de 2001 en 2005.